# Incensol
Incensol ist ebenso wie sein O-acetyliertes Derivat Incensolacetat ein Cembranoid-Diterpen mit antidepressiver und anxiolytischer Wirkung.

## Vorkommen

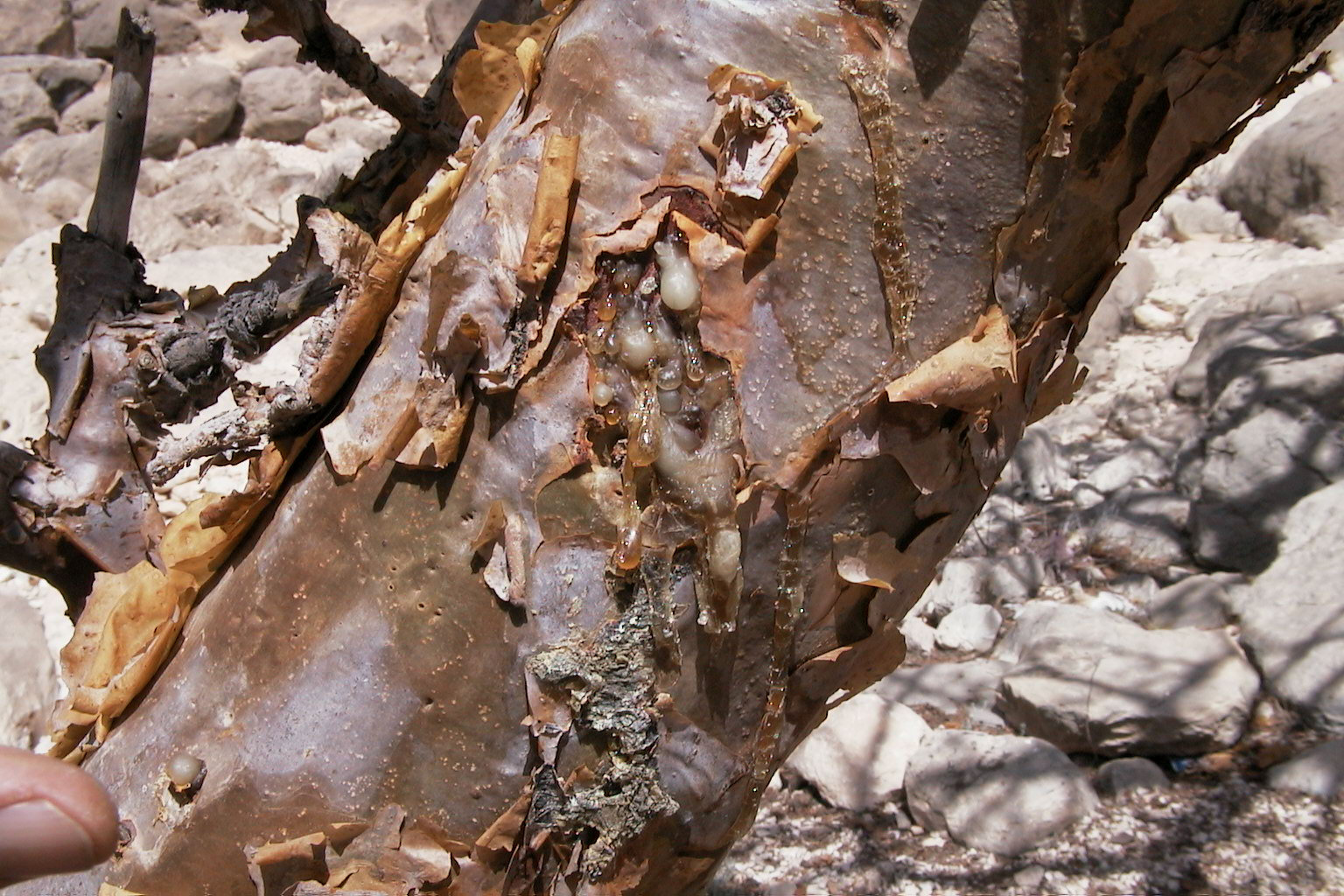
Austretendes Harz von Boswellia sacra

Incensol ist in dem als Weihrauch bekannten Harz der Boswellia sacra durchschnittlich zu  2,7 % enthalten.
Im Weihrauchharz der Spezies Boswellia papyrifera können das Incensol und sein Acetat sogar einen Gesamtgehalt von bis zu 10 % und mehr ausmachen. Nach aktuellem Kenntnisstand scheint das Incensol-Acetat, das eigentlich bioaktive Derivat, auch nur von dieser Spezies in signifikanten Mengen biosynthetisch hergestellt zu werden.
Andere Spezies wie zum Beispiel Boswellia serrata, Boswellia carterii und auch die arabische Variante dessen, Boswellia sacra, weisen zwar das Incensol auf, sein Acetat konnte aber in diesen Sorten nicht wiedergefunden werden.
In einem traditionellen Harz der Mönchsrepublik Berg Athos wurden neben Incensol und Incensolacetat auch Incensoloxid und Incensoloxidacetat nachgewiesen, was die Identifikation von Boswellia papyrifera als Ausgangsmaterial erlaubte.

## Wirkungen
Die Anxiolyse beruht auf dem pro-GABAergen Effekt der Cembranoide am GABAA-Rezeptor.
Incensolacetat ist ein Agonist des TRPV3-Rezeptors, welcher für die Wärmeempfindung in der Haut zuständig ist. Die Wirkung im Gehirn, in welchem diese Rezeptoren auch vorhanden sind, ist noch nicht geklärt. Es hat zumindest auf Wildmäuse einen ähnlichen Effekt wie Antidepressiva und Anxiolytika. Bei genmanipulierten Mäusen ohne TRPV3-Rezeptor trat keine Wirkung ein.
Es wird vermutet, dass die psychoaktive Wirkung von Incensol und seiner Derivate einer der Gründe für die in verschiedenen Religionen verbreitete kultische Verwendung ist.